# 한국수산자원관리공단
한국수산자원관리공단(韓國水産資源管理公團, Korea Fisheries Resources Agency, FIRA)은 수산자원을 보호·조성하고 관련 기술을 연구·개발·보급하는 등 수산자원 관리사업의 통합체계를 구축하기 위하여 설립된 대한민국 해양수산부 산하 위탁집행형 준정부기관이다. 2011년 1월 1일 국립수산과학원 내 수산자원조성사업단이 수산자원사업단으로 분리되었고, 2012년 1월 26일 수산자원관리법 개정으로 한국수산자원관리공단으로 명칭이 변경되었다. 현재 이사장은 김종덕이다. 본사는 부산광역시 기장군 일광읍 이동길4에 위치하고 있으며 3본부 4개(동해, 서해, 남해, 제주) 지사를 두고 있다.

## 설립 근거
- 수산자원관리법[1]

## 주요 사업
한국수산자원관리공단의 주요 사업은 바다숲·바다목장의 조성과 종자방류 등 수산자원조성사업을 비롯 수산자원조성사업과 관련되는 기술개발, 대상해역 적지조사, 생태환경조사, 사후관리 및 효과분석 등 기초연구사업이다.

## 연혁
- 2010년 5월 17일: 수산자원관리법 개정, 수산자원사업단 설립 근거 마련
- 2010년 7월 19일: 수산자원사업단 설립 위원회 발족(수산자원관리법 부칙제3조)
- 2010년 11월 16일: 수산자원사업단 초대 이사장 및 임원 임명 (농림수산식품부장관)
- 2010년 11월 18일: 수산자원사업 법인 등록
- 2011년 1월 24일: 기획재정부로부터 위탁집행형 준정부기관 지정[2]
- 2011년 12월 29일: 국가기념일 바다식목일(매년 5월 10일) 제정
- 2012년 1월 26일: 수산자원관리법 개정, 한국수산자원관리공단으로 명칭 변경[3][4]

## 조직
- 이사회

### 이사장
- 인사관리팀
- 감사 (비상임)
  - 감사법무실

#### 경영기획본부
- 기획조정실
- 운영지원실
- 대외협력실

#### 사업본부
- 자원조성실
- 생태복원실
- 생명자원실

#### 기술개발본부
- 기술개발실
- 자원정보실

## 소속기관
- 경인사업소[5]

### 지사
- 동해본부[6]
  - 내수명생명자원센터[7]
  - 동해생명자원센터[8]
- 서해본부[9]
  - 서해생명자원센터[10]
- 남해본부[11]
  - 남해생명자원센터[12]
- 제주본부[13]

## 시험조사선
- 한수단 2호[14]

## 사건·사고 및 논란

### 입지 변경 논란
2010년 7월 19일 수산자원관리법 개정 공포에 따라 수산자원사업단설립위원회(위원장 박기영 강릉원주대 교수)가 구성돼 첫 회의를 열고 위원회 운영규정을 의결했다. 회의에서 마련된 조직안에 따르면 수산자원사업단은 수도권인 경기도에 본부를 두고 지사는 동해(포항), 남해(여수), 서해(군산), 시험포는 완도배양장에 설치하는 1본부, 3지사, 1시험포, 정원 151명으로 구성하는 것을 염두에 두고 있다. 위원장 외 6인으로 구성된 설립위원회는 소재지에 대해 정부와 유기적인 업무 추진을 위해 경기도 내에 후보지들을 검토하는 것으로 알려졌다.
이에 대해 민주당 김영록(해남 완도 진도) 의원은 전라남도는 2면이 바다와 접해 있고 청정바다와 다양한 수산해양생물이 서식하는 자원의 보고라며 수산자원사업단 본부를 전라남도에 두어야 한다고 주장했다. 전라남도청도 전국 수산물 생산의 30% 이상을 점유하는 전라남도에 본부를 두어야 하는 유치건의서를 정치권과 관계기관에 전달하였다.
2010년 9월 10일 수산자원사업단설립위원회는 제2차 회의에서 사업단 본부 소재지를 대전광역시 또는 충청남도에 두는 내용의 사업단(법인) 정관을 의결했다. 이에 대해 수산자원사업단에 인력을 공급할 국립수산과학원 내부와 수산업계는 "부산광역시청의 소극적이고 부실한 대응이 이런 결과를 초래했다"며 지금부터라도 부산광역시에 본부 부지(장소)를 제공하거나 동삼혁신지구 내 유치 계획을 표명하는 등 적극적인 대응을 주문하고 있다. 부산광역시청 관계자는 "수산자원사업단이 입주할 부지 등 현실적인 방안이 마땅찮은 데다 국립수산물품질검사원의 부산광역시 이전도 확정되지 않은 상태에서 대응에 한계가 있었다"고 말했다.
2010년 9월 24일 KBS는 보도를 통해 농림수산식품부가 2차 수산자원사업단 설립위원회를 열고 중앙부처와의 긴밀한 협조와 수도권 인력확보 용이성을 이유로 본부를 대전광역시에 두기로 결정했다고 밝혔다. 노치홍 수산자원사업단추진단 팀장은 인터뷰에서 "세종특별자치시 이전부분이나 3개 지사 통솔 등의 이유로 일단 본부를 대전광역시나 충청남도에 두는 것으로 결정은 했고요"라고 말했다.
이에 대해 부산광역시청 송양호 수산정책과장은 국립수산물품질검사원 이전문제와 관련해서 도시계획을 바꿔서라도 유치에 적극적으로 뛰어들겠다고 밝혔다.
2010년 10월 22일 자유선진당 류근찬 의원(보령 서천)은 수산자원사업단 설립위원회 회의록과 정관을 제시하며, 대전광역시 또는 충청남도로 소재기가 명시돼 있음에도 관련 공무원들이 설립위원들에게 소재지 변경 권한을 농림수산식품부 장관에서 위임해 달라고 요구했다며 이는 결국 농림수산식품부가 수산자원사업단의 당초 소재지인 대전·충남에서 제3의 지역에 설립하겠다는 의중이 반영된 것으로 풀이된다고 밝혔다.
2010년 11월 2일 자유선진당 류근찬(충남 보령서천) 의원이 성명을 통해 "충청남도 이전이 추진되던 수산자원사업단의 주사무소를 부산광역시로 이전하려는 음모가 있다"고 주장했다. 류 의원은 "현재 출범 준비 중인 수산자원사업단의 주사무소를 대전광역시 또는 충청남도 지역에 두고자 했던 것은 지방사무소가 동,서,남해에 있고, 또 농림수산식품부가 2013년 세종특별자치시로 이전해야 하기 때문에 업무효율성 등을 감안한 결정이었다"며 "이는 '수산자원사업단 정관(안)'과 '설립위원회 회의록'을 통해서도 알 수 있는 명백하고 객관적 사실"이라고 주장했다.
또한, 자유선진당 임영호 정책위원회 의장도 정책성명을 통해 “수산자원사업단 정관(안) 3조에 의하면 사업단의 사무소를 대전광역시 또는 충청남도에 두도록 했는데 2010년 9월 28일 설립위원회가 주 사무소 위치를 부산광역시로 바꾸기 위해 결정권을 농림수산식품부 장관에 위임했다”며 “대전충남에서 부산으로 변경하려는 의도는 정부 안팎에서 외부압력을 행사하는 세력이 개입하지 않고서는 불가능한 일이다. 농림수산식품부는 그 외부압력의 실체를 분명히 밝혀야 한다”고 주장했다.
2010년 11월 3일 농림수산식품부 고위관계자는 수산자원사업단의 성격과 지역적 적합성, 연계성등을 고려해 본부를 결정할 것이라며 그동안의 여론 수렴 등을 고려해 부산이 유력하다고 밝혔다. 이 관계자는 여론수렴과정에서 본부 유치를 희망하는 부산과 전남, 충남과 대전등의 지자체를 대상으로 여론조사와 수렴과정을 거치는 동안 부지등의 제공 여부와 수산자원사업단의 운영과 활동을 위한 입지적 여건등을 감안할 때 부산이 가장 적합하고 적극적인 유치의사를 밝혔다며 설립추진위원회에서는 본부를 대전 또는 충남으로 해 정관을 작성했지만 이것은 잠정적으로 만든 것으로 장관이 정식 승인해야 하기 때문에 정관 변경등의 별도절차는 필요없다고 말했다.
2010년 11월 9일 농림수산식품부와 한나라당 고위 관계자는 수산자원사업단설립위원회가 회의를 열어 사업단 본부를 부산에 두는 것으로 최종 확정했다고 밝혔다. 이에 대해 한나라당 관계자는 "농림수산식품부가 수산자원사업단의 부산 설치를 오는 15일 공식 발표할 예정"이라며 "해양수산 도시로서 부산의 위상을 확고히 하는 계기가 될 것"이라고 말했다.
2010년 11월 16일 유정복 농림수산식품부 장관은 본사 소재지를 부산광역시에 두기로 한 정관을 최종 승인하고 임원 8명을 선임했다.

2010년 11월 30일 류근찬 의원은 성명을 내고 “우려했던 대로 수산자원사업단의 부산광역시 이전이 확정됐다”며 “유 장관과 관련 공무원은 공직자로서의 소신과 원칙을 지키고, 부당한 모든 압력을 단호히 거부했어야 함에도 불구하고, 스스로 ‘보이지 않는 손’에 의해 조종되는 충실한 꼭두각시로 전락하고 말았다”고 비난했다.
2011년 1월 5일 수산자원사업단이 부산광역시 해운대구에서 개소식을 갖고 업무를 시작했다. 수산자원관리법에 근거한 특수법인 형태로 설립된 수산자원사업단은 정규직 120명 등 190명으로 구성됐으며, 본사(2본부 8실)와 3개 지사(6개팀, 4사업소) 규모로 꾸려졌다.
한편, 수산자원사업단의 부산광역시 유치가 결정되자 한나라당 유기준(부산 서구) 의원은 감천항에 본사를 둬야 한다는 뜻을 내비치고 있고 같은 당 김형오(부산 영도) 전 국회의장은 동삼혁신지구 내 설립을 내세우고 있으며 같은 당 서병수(해운대·기장갑) 최고위원도 수산자원사업단 공식 출범식에 참여하면서 가세하는 모양새다.
출범식에 참석했던 유정복 장관은 "수산자원사업단이 이제 막 출범했는데 기관이 어느 정도 안정된 후 올해 말까지 결론을 도출하겠다"고 말한 것으로 알려졌다. 이에 대해 수산업계 관계자는 "원래 계획대로 해양·수산 분야가 집적되는 동삼혁신도시로 가는 게 맞고 다툴 여지도 없는데 의원들이 실적내기용으로 서로 유치하려고 달려드는 상황이 한심하다"면서 "특히 해운대구에선 국립수산과학원과 지리적으로 가깝다는 논리를 내세우는데 그런 논리라면 애초에 수산자원사업단과 국립수산과학원을 분리할 필요도 없지 않았냐"고 꼬집었다.

## 같이 보기
- 한국어촌어항협회
- 한국농어촌공사
- 국립해양생물자원관
- 한국수산벤처대학
- 수산업협동조합중앙회